# Musée national de Kyūshū

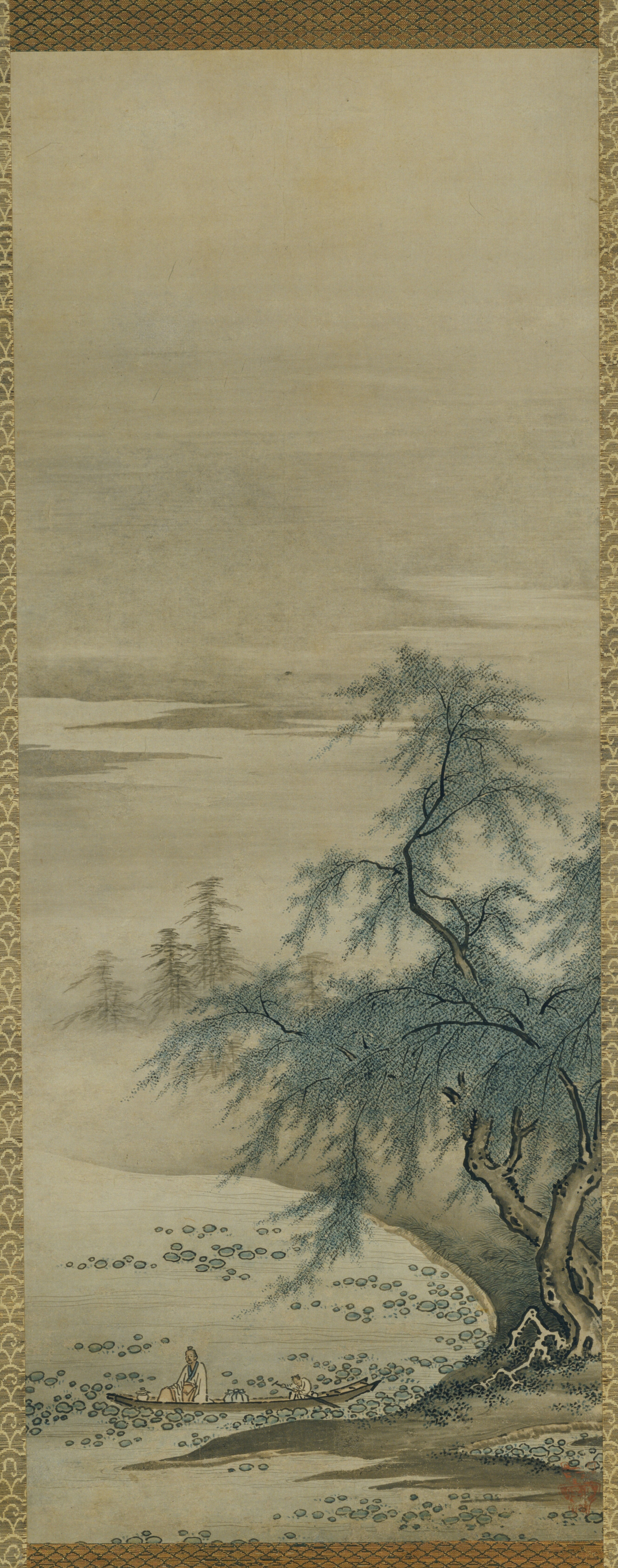
Zhou Maoshu contemple les lotus. Kanō Masanobu. Encre monochrome sur papier. XVe siècle, Muromachi. Rouleau suspendu, 84,5 x 33 cm. Ce rouleau est répertorié comme Trésor national du Japon dans la catégorie peintures.

Le musée national de Kyūshū (九州国立博物館, Kyūshū Kokuritsu Hakubutsukan) est situé à Dazaifu près de Fukuoka. Ses collections sont centrées sur l'art japonais ancien et classique. Ouvert le 16 octobre 2005, il s'agit du seul musée national ouvert dans les cent dernières années.
L'architecture et les équipements du musée présentent un net caractère de modernité évident dès la façade à la surface ondoyante. Cette volonté de modernité se manifeste dans l'utilisation par le musée des innovations technologiques qui sont utilisées au mieux pour la présentation des collections.
Le système vidéo à très haute résolution par exemple, sert à la fois à la documentation des objets des collections du musée et aussi à en élargir l'accès au-delà des limites d'une exposition importante. Mais l'espace disponible est limité.
Ce saisissant bâtiment de bois, de verre et d'acier situé dans les collines environnantes héberge d'importantes collections d'objets japonais, notamment les céramiques relatives à l'histoire de Kyūshū.
Il accueille des expositions temporaires au troisième étage, tandis que les collections permanentes se trouvent au quatrième étage. Les collections retracent l'histoire du développement de Kyūshū, de la préhistoire de la période Jōmon jusqu'à l'ère Meiji en mettant particulièrement l'accent sur les anciens et nombreux échanges culturels entre le Japon, la Chine et la Corée voisines.
Contrairement à la plupart des autres musées japonais qui externalisent les travaux de conservation, le musée national de Kyushu possède sur place un grand ensemble de laboratoires de traitement et d'entretien, servant de centre de conservation majeur pour tout l'ouest du Japon.

## Sources
- Masaoka, Kenichiro, Masahiro Kawakita, Masayuki Sugawara, Masaru Kanazawa, Kenji ohzeki, and Yuji Nojiri. (2006). "Image Quality Management for the Super Hi-Vision System at the Kyushu National Museum" (abstract), IEICE (The Institute of Electronics, Information and Communication Engineers) Transactions on Fundamentals of Electronics, Communications and Computer Sciences. E89-A: 2938-2944.